# ニコラ・ペルツ
ニコラ・アン・ペルツ（Nicola Anne Peltz、1995年1月9日 - ）は、アメリカ合衆国の女優。

## 略歴
アメリカ合衆国ニューヨーク州ウエストチェスター郡で、モデルのクラウディア・ヘフナーと億万長者のユダヤ系アメリカ人実業家ネルソン・ペルツの娘として誕生した。父親は大学中退後家業の食品流通会社に参加して兄とともに大きく発展させ、ジャンクボンドの帝王マイケル・ミルケンと組んで投資を始めたのち、ハインツ、ウェンディーズ、キャドバリー、ティファニー、デュポンなどの大口株主となった。米国で最も高価な家のひとつと言われるパームビーチの邸宅に住み、3度の結婚で10人の子がいる。ニコラには同じ母親を持つ4人の兄、2人の弟、そして姉妹がいる。父親はニューヨークにあるユダヤ人社会の「慈悲深き指導者」と『ニューヨーク・タイムズ』によって評されていた。
2010年に公開されたM・ナイト・シャマラン監督の映画『エアベンダー』でカタラ役を演じた。2010年8月末に撮影を終えた自主映画『Eye of the Hurricane』でレニー・カイト役を演じ、長らく公開日は未定だったが2012年3月10日に映画祭で初上映された。2006年の映画『ライトアップ! イルミネーション大戦争』でマッケンジー役を演じ、2008年の映画『Harold』ではベッキー役として選ばれた。また、マイリー・サイラスのシングル「7 Things」のミュージック・ビデオに端役として登場した。2010年3月27日、ニコロデオンによって主催された2010年度キッズ・チョイス・アワードに姿を見せ、そしてまた、MTVムービー・アワード2010に映画『エアベンダー』の共演者ジャクソン・ラスボーンと一緒に映画の予告編を紹介するため登場した。2014年公開の『トランスフォーマー/ロストエイジ』にメインヒロインとして出演し、脚光を浴びる。

### 私生活
2020年7月11日、デビッド・ベッカムの長男ブルックリン・ベッカムとの婚約を発表。2022年4月9日、ペルツ家が所有するフロリダ州パームビーチの邸宅で結婚式が執り行われた。結婚後、ベッカムは妻の苗字をミドルネームとして自身の名に加えた。

## 出演作品

### 映画
| 年度 | 作品                                                            | 役名               | ノート                                             | 吹き替え |
| ---- | --------------------------------------------------------------- | ------------------ | -------------------------------------------------- | -------- |
| 2006 | ライトアップ! イルミネーション大戦争 Deck the Halls             | マッケンジー       |                                                    |          |
| 2008 | Harold                                                          | Becki              |                                                    |          |
| 2008 | ボーダー Righteous Kill                                         | リン               |                                                    |          |
| 2010 | エアベンダー The Last Airbender                                 | カタラ             | ノミネート - ゴールデンラズベリー賞 最低助演女優賞 | 小幡真裕 |
| 2012 | Eye of the Hurricane                                            | Renee Kyte         |                                                    |          |
| 2014 | トランスフォーマー/ロストエイジ Transformers: Age of Extinction | テッサ・イェーガー |                                                    | 中川翔子 |
| 2014 | Affluenza                                                       | Kate Miller        |                                                    |          |
| 2017 | トランスフォーマー/最後の騎士王 Transformers: The Last Knight   | テッサ・イェーガー | 声の出演（クレジットなし） カメオ出演              | 中川翔子 |
| 2018 | Back Roads                                                      | Amber Altmyer      |                                                    |          |
| 2018 | 災厄の家 Our House                                              | ハンナ             |                                                    |          |
| 2020 | ホリデーオンリー: とりあえずボッチ回避法? Holidate              | フェリシティ       |                                                    |          |

### テレビシリーズ
| 年度      | 作品                         | 役名                     | ノート        | 吹き替え |
| --------- | ---------------------------- | ------------------------ | ------------- | -------- |
| 2013-2015 | ベイツ・モーテル Bates Motel | ブラッドリー・マーティン | 計14話出演    | 戸松遥   |
| 2017      | インヒューマンズ Inhumans    | ジェーン                 | 第1話「岐路」 |          |

## 参考
1. ↑  https://mobile.twitter.com/peltz_nicola/
2. ↑  Official Facebook
3. ↑  Peltz, Nicola (2011年12月6日). “Twitter: Nicola Peltz (verified account)”. 2011年12月17日閲覧。 “Hey guys! My birthday isn't today it's January 9th but thanks for the early birthday wishes ;)”
4. 1 2  Barker, Lynn (2010年6月29日). “EXCLUSIVE INTERVIEW: Nicola Peltz Kicks”. Teen Hollywood 2010年9月7日閲覧。 {{cite news}}: 不明な引数|coauthors=が空白で指定されています。 (説明)⚠
5. ↑  Baker, Tom (2010年7月16日). “'Airbender' ideal: Sweet but strong”. Daily Yomiuri Online 2010年7月20日閲覧。
6. 1 2  Vancouver Sun
7. ↑  The reinvention of Nelson PeltzCNN, March 16 2007
8. ↑  Bloom, Nate (2010年7月30日). “Jewish Stars 7/30”. Cleveland Jewish News 2010年9月7日閲覧。 {{cite news}}: 不明な引数|coauthors=が空白で指定されています。 (説明)⚠
9. ↑  “Paid Notice: Deaths PELTZ, CLAIRE”. The New York Times. (2007年4月12日) 2010年9月7日閲覧。 {{cite news}}: 不明な引数|coauthors=が空白で指定されています。 (説明)⚠
10. ↑  “Almost 8 Million Total Viewers Tune in to Nickelodeon's 23rd”. Bloomberg. (2010年3月29日) 2010年9月7日閲覧。 {{cite news}}: 不明な引数|coauthors=が空白で指定されています。 (説明)⚠
11. ↑  Gilchrist, Todd (2010年6月6日). “Movie Awards Story”. MTV.com 2010年9月7日閲覧。 {{cite news}}: 不明な引数|coauthors=が空白で指定されています。 (説明); 名無し引数「'Last Airbender' Clip Premieres On MTV Movie Awards」は無視されます。 (説明)⚠⚠
12. ↑  「トランスフォーマー」ニコラ・ペルツ、カスタムカー映画でL・コリンズの代役に (2015年1月4日掲載) - ライブドアニュース
13. ↑  Nagasaka, Yoko (2020年7月11日). “ヴィクトリア・ベッカムも祝福！ ブルックリン・ベッカム、ニコラ・ペルツとの婚約を正式発表”. ELLE. 2020年7月13日閲覧。
14. ↑  2年待ち!?ベッカム長男がセント・ポール大聖堂での挙式を希望 - Peachy - ライブドアニュース
15. ↑  “ベッカム家の長男結婚！ 豪華ウェディングに集ったセレブたち。”.   フィガロジャポン (2022年4月11日). 2022年4月12日閲覧。
16. ↑  “ベッカム家長男、全米屈指の富豪令嬢とゴールイン　ウエディングフォトに母ヴィクトリア「ファミリーへようこそ」”.   ねとらぼ (2022年4月11日). 2022年4月12日閲覧。
17. ↑  “How Brooklyn Peltz Beckham taking wife’s name highlights sexist legal anomaly” (英語). the Guardian (2022年4月15日). 2022年5月1日閲覧。